# Klášter Hradiště nad Jizerou
Klášter Hradiště nad Jizerou település Csehországban, a Mladá Boleslav-i járásban. Klášter Hradiště nad Jizerou Horní Bukovina, Jivina, Mnichovo Hradiště, Bílá Hlína és Ptýrov településekkel határos. Lakosainak száma 1018 fő (2024. január 1.).

## Népesség
A település lakosságának változását az alábbi diagram mutatja:
| Lakosok száma | 1018 | 1076 | 1035 | 800  | 716  | 661  | 962  | 991  | 1000 | 1018 |
|               | 1869 | 1890 | 1921 | 1950 | 1980 | 2001 | 2017 | 2019 | 2022 | 2024 |